# 비버 (영화)
《비버》(영어: The Beaver)는 2011년 개봉한 미국의 심리 드라마 영화이다.
이 영화는 2011년 3월 16일 사우스 바이 사우스웨스트 영화제에서 전 세계 최초로 상영되었으며 2011년 5월 6일 서밋 엔터테인먼트를 통해 미국에서 개봉되었다.

## 줄거리
파산 위기에 처한 장난감 회사의 CEO 월터 블랙은 심각한 우울증에 시달리던 중 아내에게 쫓겨나 호텔에 머물게 된다. 자살 시도까지 하던 그는 쓰레기통에서 발견한 비버 손 인형을 통해 새로운 자아를 만들어 내고, 인형을 통해서만 사람들과 소통하며 점차 회복해 나간다. 그는 둘째 아들과 다시 가까워지고, 아내와도 관계 개선을 시도하며, 비버 인형을 이용한 새로운 장난감 사업을 성공시키기도 한다.
한편 월터의 큰 아들 포터는 학교 과제 대필로 돈을 버는 학생이다. 포터는 남자 형제를 잃은 상실감에 힘들어하는 노라의 졸업 연설문을 써주면서 감정적으로 가까워지는 한편 월터가 비버 인형을 갖고 하는 행동에 수치심을 느낀다. 포터는 노라가 남자 형제의 죽음으로 느낀 감정을 표현하도록 돕고 싶어 벽에 낙서를 하지만 오히려 노라를 화나게 만들고 경찰에 체포된다.
월터의 아내는 월터가 비버 인형이 정신과 치료의 일환이라고 했던 게 거짓말이었다는 것을 알게 되고 비버 인형이 월터의 또 다른 인격이 되어 그를 잠식한다고 느끼면서 아이들과 함께 집을 떠난다. 월터는 자신의 행동이 가족을 힘들게 했다는 것을 깨닫고 비버 인형을 없애려 하지만, 인형은 “저항한다”. 결국 그는 원형 톱으로 팔꿈치를 잘라 비버 인형을 떼어낸다. 의수를 단 후 월터는 정신병원에 입원하게 된다.
노라는 포터와 다시 교우를 하게 된다. 노라는 포터가 써준 졸업 연설을 읽다가 도중 멈추고, 연설문이 자신이 쓴 것이 아님을 밝히고 진실의 가치와 남자 형제의 죽음이 야기한 트라우마에 대해 이야기한다. 포터는 아버지 월터의 소중함을 깨닫고 병원에서 그와 재회한다.
월터는 다시 원래의 자신으로 돌아와 평범한 삶을 되찾는다.

## 출연진
- 멜 깁슨 - 월터 블랙 역
- 조디 포스터 - 메러디스 블랙 역
- 안톤 옐친 - 포터 블랙 역
- 제니퍼 로런스 - 노라 역
- 체리 존스 - 모건 뉴얼 역
- 라일리 토머스 스튜어트 - 헨리 블랙 역
- 재커리 부스 - 재러드 역